# Cordylochernes nigermanus
Cordylochernes nigermanus es una especie de arácnido del orden Pseudoscorpionida de la familia Chernetidae.

## Distribución geográfica
Se encuentra en Panamá.